# المغامرة الأخيرة
المغامرة الأخيرة هي رواية من تأليف الكاتب السوري حنا مينه صدرت عن دار الآداب للنشر والتوزيع عام 1997، وهي الرواية الثالثة والأخيرة في ثلاثية تألفت من روايات حدث في بيتاخوالصادرة عام 1995، وعروس الموجة السوداء الصادرة عام 1996، وأخيرا رواية المغامرة الأخيرة.

## موضوع الرواية
تدور أحداث رواية المغامرة الأخيرة في جمهورية الصين الشعبية في الفترة ما بين عامي 1960-1962 لتلقي الضوء على التحولات الاجتماعية والثقافية خلال تلك الحقبة الزمنية المليئة بالصراعات والاضطرابات السياسية من خلال مذكرات ويوميات شاب عربي يدعى زبيد الشجري يسافر إلى الصين ويعايش أهلها. يبدي زبيد الشجري معارضته لسياسات الزعيم الصيني ماو تسي تونغ التي أودت بالصين إلى الغرق في مستنفع البيروقراطية الطاغية، وعلى الرغم من ذلك، فهو يجد من الحفاظ على الهوية الصينية مبررا قويا للانغلاق الثقافي والاجتماعي الذي فرضته تلك السياسات على البلاد.

## شخصيات الرواية
- زبيد الشجري: شاب سوري كان معارضا لسياسات الرئيس السوري الأسبق أديب الشيشكلي فلجأ إلى لبنان ثم سافر إلى الصين هربا من الملاحقات الأمنية ليعمل مدرسا للغة العربية.

## مقتطفات من الرواية
- «كنت وسخاً كلي، من الداخل والخارج معاً، وكنت معجباً بموقف تشين لاو ومتأذياً منه، لأنها انتصرت عليّ، وجعلتني انتصر عليها، وتلك هي المفارقة بين دهائها وسذاجتي، أنا الذي أزعم أن لديّ من التجارب ما يجعلني متقدماً في التعامل مع المرأة! تشين لاو عرتني حتى من ورقة التوت، تكلمت من سريرتي على سريرتي، لأنها هي فيها، قالت: "أنت لا تحبني بل تشتهيني! "وكنت فعلاً لا أحبها بل أشتهيها، وذكرتني بالواجب الوطني، هذا الذي كنت، أنا المناضل المدّعي، قد نسيته.»
- «تحسبينني سعيدا بما أتنعم به بينما الشعب الصيني يعاني.. الزمن المبهض ينمو في روحي وأنا أعيش مرفها.. الزمن يتسرطن في روحي يا مارلين.. لا بسبب الخلاف الذي تعرفين وأثره الفاجع على نضال الشعوب في العالم الثالث تخصيصا، وإنما لأن الصين تمر بأزمة اقتصادية حادة.. أزمة غذاء بسبب الجفاف الذي أثر في المحاصيل، وفي رأسها محصول القمح، والشعب الصيني يشد الأحزمة ويكافح كفاحا بطوليا دون هوادة في تصميم عنيد للخروج من الأزمة، وسيخرج أكيدا، ولكن متى؟!»

## أنظر أيضًا
- قائمة مؤلفات حنا مينه

## وصلات خارجية
- صفحة رواية المغامرة الأخيرة على موقع جود ريدز